# Moritz Cantor

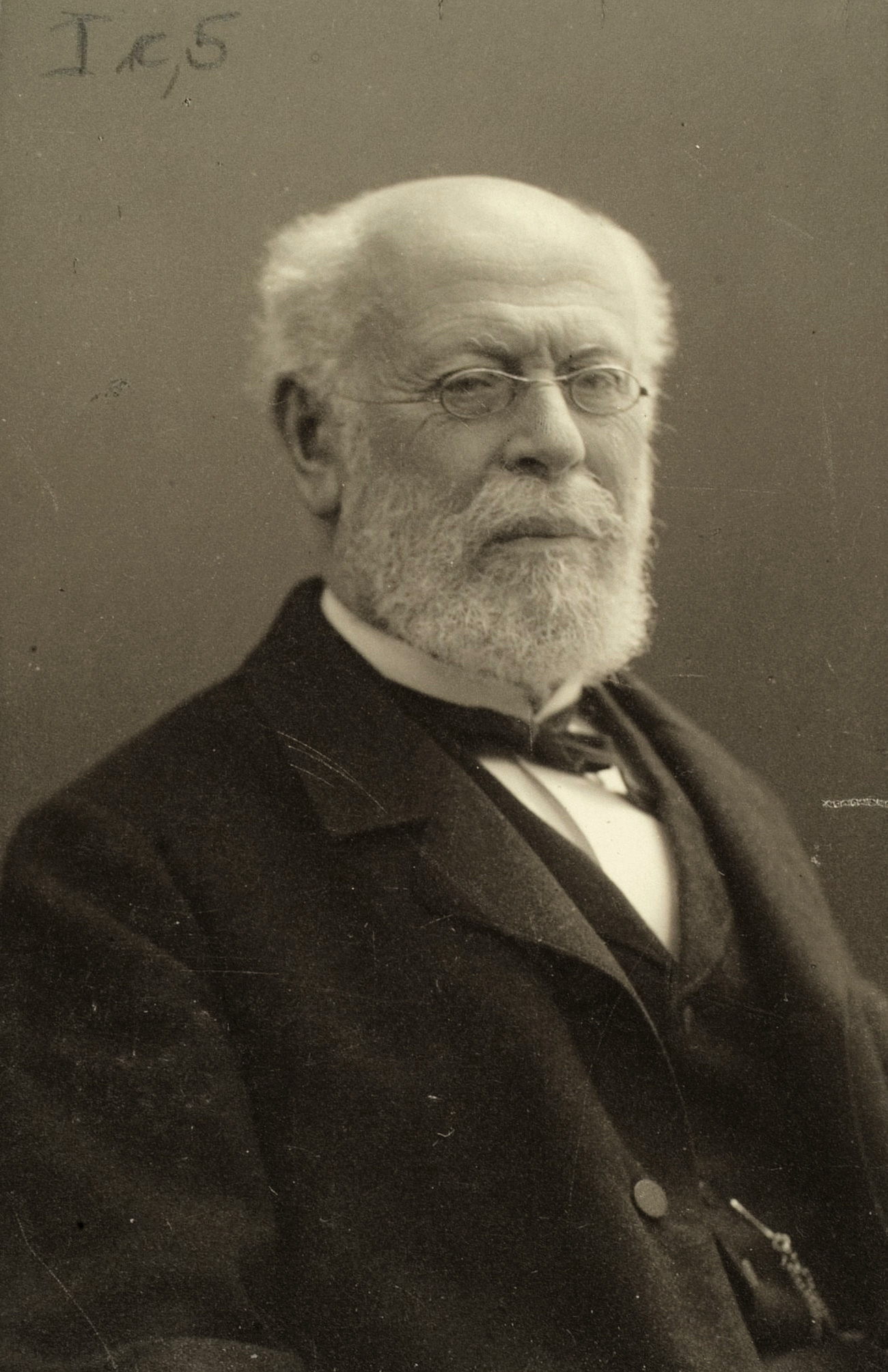
Moritz Benedikt Cantor

Moritz Benedikt Cantor (* 23. August 1829 in Mannheim; † 9. April 1920 in Heidelberg) war der erste Professor für die Geschichte der Mathematik in Deutschland.

## Leben
Cantor studierte zunächst ab 1848 Mathematik in Heidelberg, später ab 1851 in Göttingen bei Carl Friedrich Gauß, Wilhelm Weber und Moritz Stern sowie 1852 in Berlin bei Peter Gustav Lejeune Dirichlet und Jakob Steiner. Am 6. Mai 1851 wurde er in Heidelberg bei Franz Ferdinand Schweins mit der Arbeit Über ein weniger gebräuchliches Koordinatensystem promoviert. Er habilitierte sich 1853 ebenfalls in Heidelberg mit Grundzüge einer Elementar-Arithmetik und lehrte dort seit 1860 die Geschichte der Mathematik, seit 1875 in einem regelmäßigen dreisemestrigen Kurs. Ende der 1850er Jahre traf er bei einem Aufenthalt in Paris bei dem Mathematikhistoriker und Geometer Michel Chasles, der eine Arbeit von Cantor über Mathematikgeschichte (Zenodorus) in den Comptes Rendus der Pariser Akademie veröffentlichte. 1853 wurde Moritz Cantor Privatdozent an der Universität Heidelberg, der Ruperto Carola. 1863 wurde Cantor dort außerplanmäßiger Professor und 1875 Honorarprofessor, bis zu seiner Emeritierung im Jahre 1913.
1859 bis 1900 war er Mitherausgeber der Zeitschrift für Mathematik und Physik, die in ihren Supplementen mathematikhistorische Beiträge veröffentlichte.

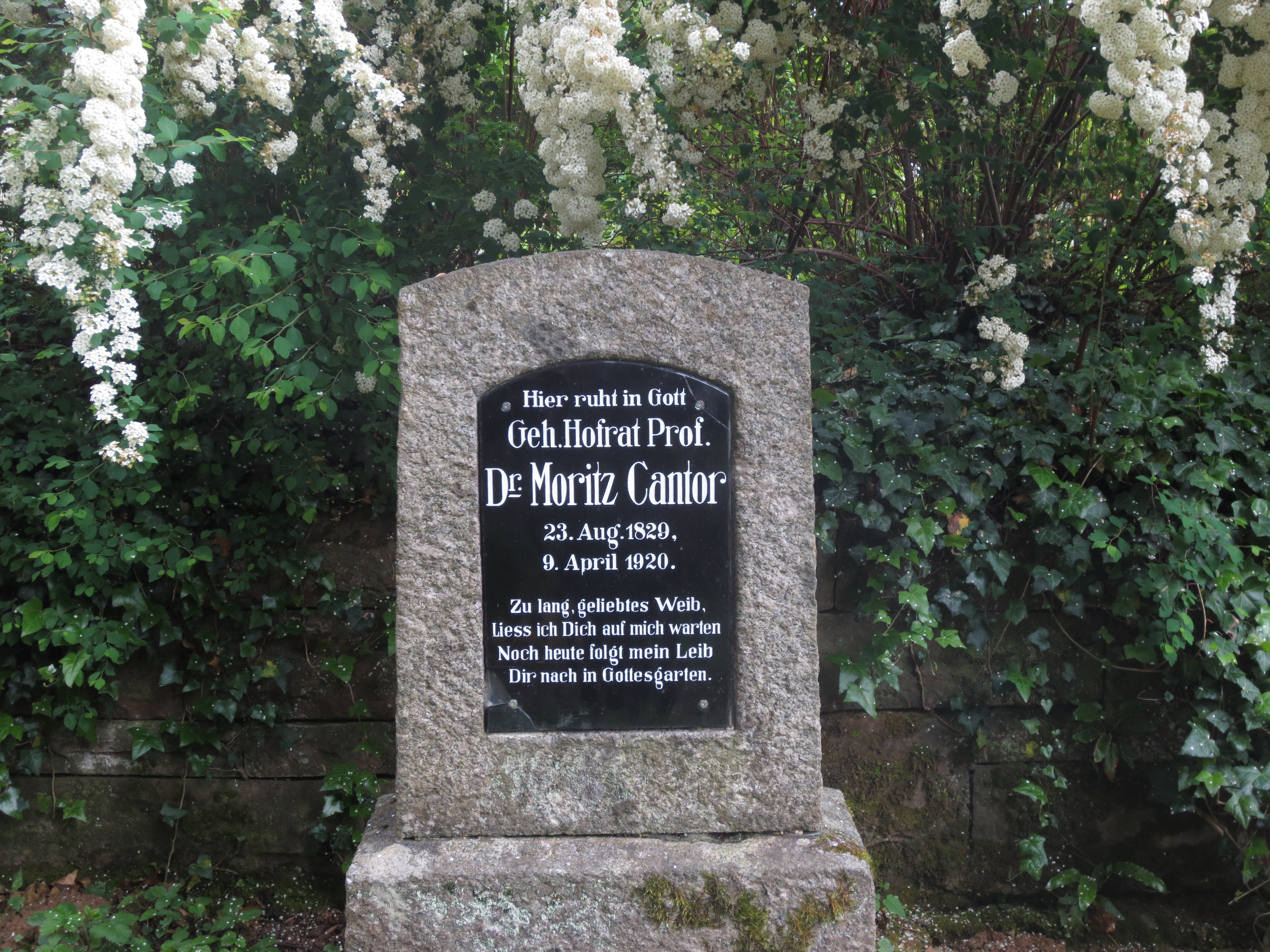
Grabmal Moritz Cantor Grabstätte Bergfriedhof (Heidelberg) (Abt.Q)

Am 23. August 1868, seinem Geburtstag, heiratete Moritz Cantor Telly Gerothwohl. Seine Grabstätte und die seiner Frau liegt auf dem Heidelberger Bergfriedhof in der Abteilung: Q 312.

## Werk
Cantor ist vor allem für seine Vorlesungen über die Geschichte der Mathematik bekannt, in der die Zeit bis etwa Ende des 18. Jahrhunderts behandelt wird. In seiner Geschichte sind viele Fehler, teilweise korrigiert im Jahresbericht des DMV von 1922 (Ferdinand Rudio) und insbesondere von Gustaf Eneström, einem scharfen Kritiker von Cantor, der hunderte Seiten und eine eigene Rubrik in seiner Zeitschrift Bibliotheca Mathematica den Korrekturen zu Cantors Vorlesungen widmete. Trotzdem gilt Cantors Werk noch heute als eines der grundlegenden (und umfangreichsten) Projekte zur Mathematikgeschichte.
Ein Kritikpunkt an Cantors Werk war seine Auffassung, dass das indisch-arabische Dezimalsystem schon von den Pythagoräern stammte, wozu ihm die sogenannte Geometrie II, die Boethius zugeschrieben wurde, als Beweis diente – er hielt dieses Sammelwerk des 11. Jahrhunderts noch für ein originäres Werk von Boethius. Zuerst vertrat er diese Auffassung in seinen Mathematische Beiträge zum Kulturleben der Völker. Er beschäftigte sich auch in weiteren Aufsätzen mit der Überlieferung der indisch-arabischen Arithmetik im Westen und untersuchte die Überlieferung der praktischen Aspekte der Geometrie vom Altertum ins Mittelalter (Die römischen Agrimensoren).
Cantor war ab 1859 Mitherausgeber der Zeitschrift für Mathematik und Physik, die er mit den Supplementbänden Abhandlungen zur Geschichte der Mathematik (ab 1877, ab Band 11 im Jahre 1901 unabhängig erschienen) zu einer wichtigen Zeitschrift für Mathematikgeschichte im 19. Jahrhundert ausbaute, neben Eneströms Bibliotheca Mathematica und Baldassare Boncompagnis Bulletino. Mit Boncompagni war er befreundet und veröffentlichte auch viele Aufsätze in dessen Bulletino.
Cantor veröffentlichte auch Biographien z. B. von Karl Wilhelm Feuerbach (1910), Gauß (1899), Cardano (1903), Leonardo da Vinci (1890), Kopernikus (1899), Nikolaus von Kues (1889).

### Ehrungen
- Moritz Cantor war Mitglied der Gesellschaft Deutscher Naturforscher und Ärzte.[4]
- 1877 wurde Moritz Cantor zum Mitglied der Leopoldina gewählt.[5]
- 1900 wurde er als korrespondierendes Mitglied in die Russische Akademie der Wissenschaften in Sankt Petersburg aufgenommen.[6]
- 1900 hielt Moritz Cantor einen Plenarvortrag auf dem Internationalen Mathematikerkongress in Paris (L’historiographie des mathématiques).
- 1905 wurde er zum Ehrenmitglied (Honorary Fellow) der Royal Society of Edinburgh gewählt.[7]
- 1909 wurde er außerordentliches Mitglied der Heidelberger Akademie der Wissenschaften.[8]
- 1970 wurde der Mondkrater Cantor nach Moritz und Georg Cantor benannt.[9]

## Schriften (Auswahl)
- Vorlesungen über die Geschichte der Mathematik. 4 Bände. Leipzig: B. G. Teubner, 1880–1908. (eine umfassende Darstellung der Mathematikgeschichte.) Bd. 1 (1880, 2. Auflage 1894, 3. Auflage 1907) behandelt die Zeit bis 1200, Bd. 2 (1892, 2. Auflage 1900) von 1200 bis 1668, Bd. 3 (1894 bis 1898, 2. Auflage 1901) von 1668 bis 1758, Bd. 4 (1908), das die Zeit bis zur Dissertation von Gauß 1799 behandelt, ist ein Sammelband von Beiträgen von Cantor, Gino Loria, Florian Cajori, Viktor Bobynin, Anton von Braunmühl, Eugen Netto, Viktor Kommerell, Giulio Vivanti, Siegmund Günther, Carl Raimund Wallner. Zusammen hat das Werk über 3900 Seiten.
- Mathematische Beiträge zum Kulturleben der Völker. Halle (Saale) 1863.
- Die römischen Agrimensoren und ihre Stellung in der Geschichte der Feldmeßkunst. Leipzig 1876. Digitalisat
- Politische Arithmetik oder Die Arithmetik des täglichen Lebens. Teubner, Leipzig 1898, 1903. (Finanzmathematik u. a.)
- Euclid und sein Jahrhundert. 1867 (über Euklid, Archimedes, Apollonius).